# Terme di Bagnoli

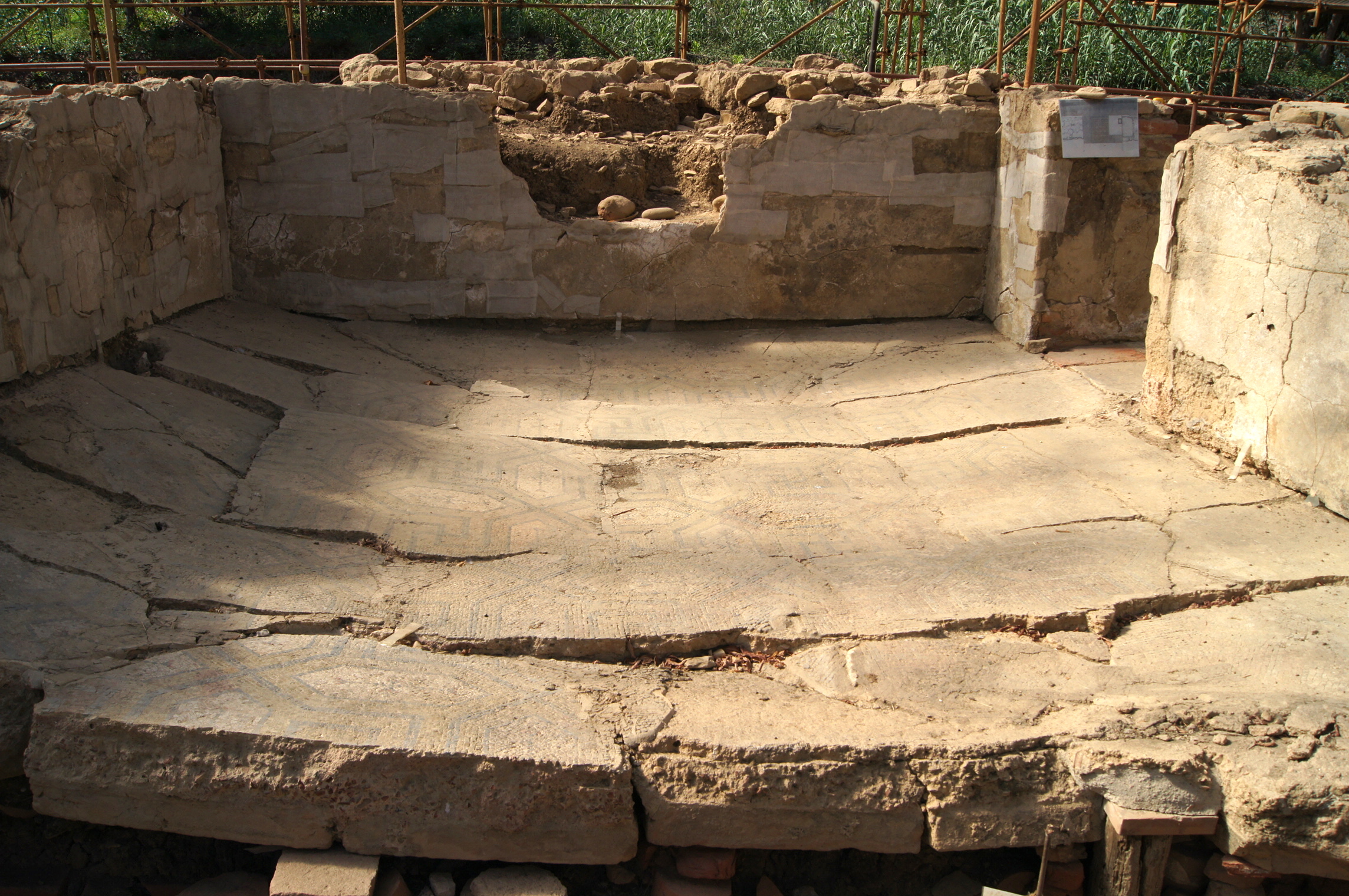
Villa romana Bagnoli

Le terme di Bagnoli si trovano nell'omonima contrada nel territorio di Capo d'Orlando, nella città metropolitana di Messina.

## Storia e descrizione
Nel 1987 a Bagnoli diverse operazioni di scavo portarono alla luce i primi ruderi di una struttura termale, appartenente ad un'antica villa romana risalente al III-IV sec. d.C. Le terme costituite da otto vani sono state molto probabilmente danneggiate  da due eventi sismici che colpirono la Sicilia tra il IV e il V sec.D.C.
Esse sono costituite da tre ambienti: frigidarium, tepidarium e il calidarium.
Il frigidarium, il luogo del bagno freddo era costituito da tre stanze. 
Il tepidarium era l'ambiente tiepido intermedio che costituiva il passaggio dal frigidarium al calidarium.
Quest'ultimo ambiente era costituito da due vani ed era utilizzato per il bagno caldo o a vapore. 
Gli ambienti erano resi caldi grazie a delle intercapedini ricavate sotto i pavimenti e lungo le pareti dentro cui circolava l'aria calda proveniente dal praefurnium, il locale fornace. 
Di notevole interesse artistico sono i mosaici policromi in tassellatum (tasselli in pietra e marmo) che decorano l'intera pavimentazione.
Gli studiosi, sulla scorta degli esiti delle operazioni di scavo, non hanno escluso la possibilità di riportare alla luce un intero centro abitato.